# Dębowiec (Powiat Cieszyński)
Vorlage Diskussion:Infobox Ort in Polen -->
Dębowiec ['dɛ̃boviets]Ausspracheⓘ (deutsch Baumgarten; tschechisch Dubovec, örtlich Dymbowjec) ist ein Dorf im Powiat Cieszyński der Woiwodschaft Schlesien in Polen. Es ist zugleich Verwaltungssitz der gleichnamigen Landgemeinde mit 5845 Einwohnern (Stand 31. Dezember 2020).
Die Gemeinde gehört zur Euroregion Teschener Schlesien.

## Geographie

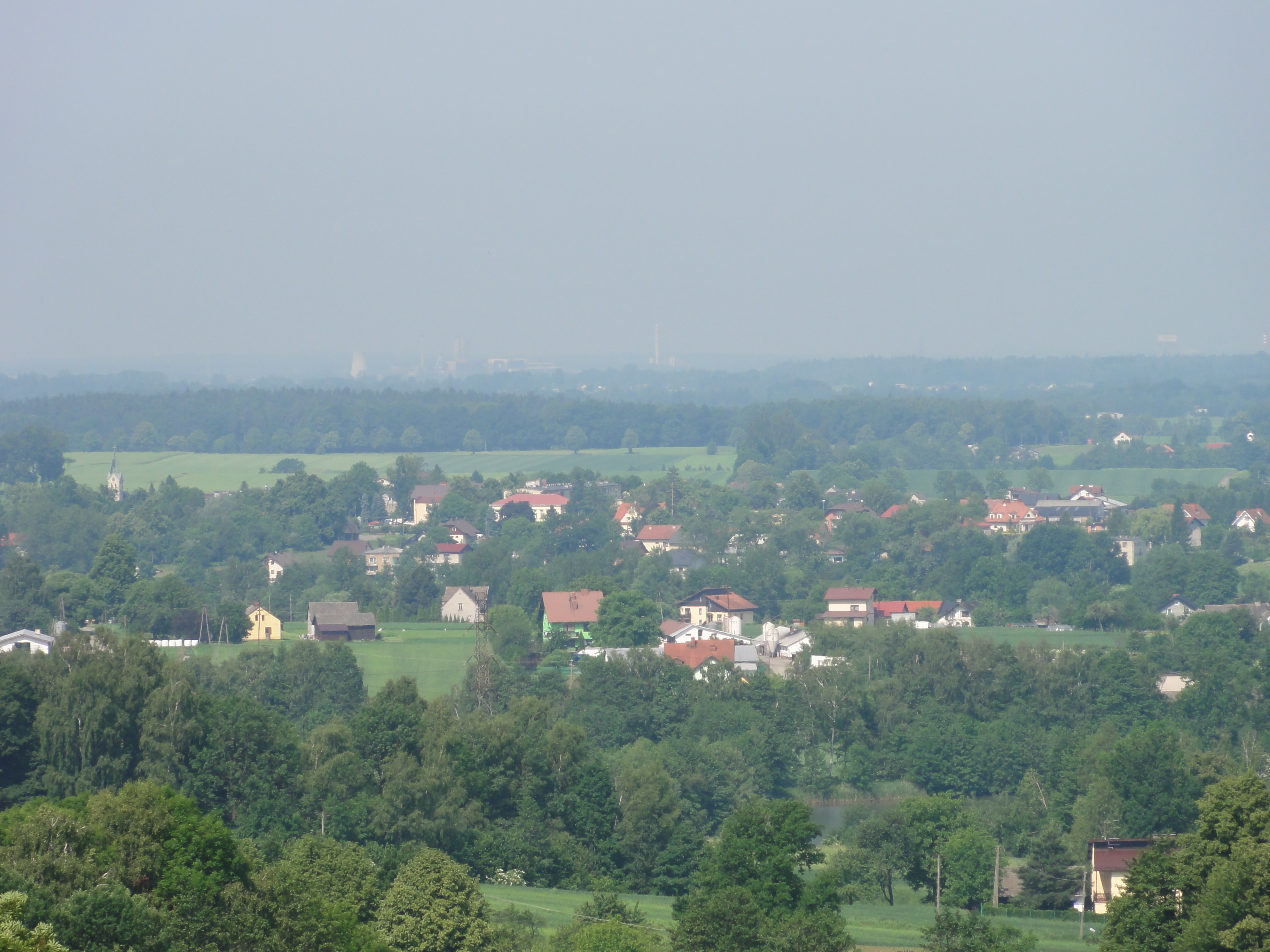
Blick auf Dębowiec von Simoradz

Dębowiec liegt an der Grenze von drei Gebieten: Schlesisches Vorgebirge (Pogórze Śląskie) im Süden, Ostrauer Becken (Kotlina Ostrawska) im Nordwesten und Auschwitzer Becken (Kotlina Oświęcimska) im Nordosten, am linken Weichsel-Zufluss Knajka etwa 25 km westlich von Bielsko-Biała und 55 km südlich von Katowice.
Das Dorf hat eine Fläche von 1317 ha (31 % der Landgemeinde).
Nachbarorte sind Simoradz im Osten, Iskrzyczyn im Südosten, Kostkowice im Süden, Hażlach im Südwesten, Rudnik und Pruchna im Nordwesten, Ochaby im Nordosten.

## Geschichte
Das Dorf liegt im Teschener Schlesien und vermutlich entstand es am frühesten in der Mitte des 13. Jahrhunderts. Der Ort wurde circa 1305 im Liber fundationis episcopatus Vratislaviensis (Zehntregister des Bistums Breslau) als Item in Dambonczal erstmals urkundlich erwähnt. Der seltene Ortsname (jedoch gab es im 14. Jahrhundert auch Dambowczal bei Bratucice, nordöstlich von Bochnia) enthielt einen Nasalvokal, eine lechische bzw. polnische Eigenschaft und bedeutete etwa im modernen Polnischen Dębów dział (der eichene Teil [des Waldes]) aus dem dann Dębowiec entstand.
Neben Polen (Slawen) hatten sich auch Deutsche angesiedelt. Der deutsche Name wurde im Jahre 1335 erstmals als Pfarrei Bemgard im Peterspfennigregister im Teschener Dekanat und im Jahre 1447 als Bomgarte erwähnt. Seitdem wurde das Dorf mit Doppelnamen genannt. Nach der Einführung der tschechischen Amtssprache in der zweiten Hälfte des 15. Jahrhunderts entfiel der Nasalvokal im Ortsnamen und wurde durch u ersetzt, aber die Tschechisierung war unvollständig: Duboviec an der Stelle von Dubovec.
Politisch gehörte das Dorf ursprünglich zum Herzogtum Teschen, dieses bestand ab 1290 in der Zeit des polnischen Partikularismus. Seit 1327 bestand die Lehensherrschaft des Königreichs Böhmen, seit 1526 gehörte es zur Habsburgermonarchie.
Nach 1540 erfolgte unter Wenzel III. Adam die Reformation und die Kirche wurde von Lutheranern übernommen. Eine Sonderkommission gab sie am 18. April 1654 Katholiken zurück. Laut dem Bericht der bischöflichen Visitation aus Breslau in der zweiten Hälfte des 17. Jahrhunderts war die Pfarrei Dembowitz vulgo Dembowiec noch mehrheitlich von polnischsprachigen Lutheranern bewohnt.
Ab 1793 gehörte das Dorf im Teschner Kreis zur Teschener Kammer. Nach der Aufhebung der Patrimonialherrschaften wurde es ab 1850 eine Gemeinde im Österreichisch-Schlesien, Bezirk Bielitz, Gerichtsbezirk Skotschau.
Die erste Schule nach neuer Bildungspolitik wurde 1807 in Dębowiec unter der Schirmherrschaft des Grafs Wilczek eingerichtet. Anfänglich wurden die römisch-katholischen und lutherischen Kinder gesamt in der Mährischen Sprache unterrichtet. 1851 wurden die Kinder konfessionell getrennt. 1856 wurde die evangelische Schule eröffnet. 1908 erhielt die Schule ein neues Gebäude. Zwischen 1854 und 1856 wurde eine neue katholische Kirche erbaut. Die evangelische Friedhofskapelle stammt aus dem Jahr 1912.
Derweil nahm die ethnographische Gruppe der Teschener Walachen deutliche Gestalt an, wohnhaft auch in Dębowiec. Traditionell sprachen sie Teschener Mundarten. In der Reichsratswahl 1907 gewann dort der polnisch-katholische Nationalaktivist Józef Londzin (103 Stimmen) vor Jan Sztwiertnia (1850–1912) (polnischer Katholik mit der Unterstützung der DF, 63 Stimmen) und Alojzy Bonczek (Sozialist, 2 Stimmen). In der Reichsratswahl 1911 gewann wieder Józef Londzin (94 Stimmen) vor dem Vertreter der Schlesischen Volkspartei Józef Kożdoń (62 Stimmen) und Edmund Chobot (Sozialisten, 2 Stimmen).
1920, nach dem Zusammenbruch der k.u.k. Monarchie und des Polnisch-Tschechoslowakischen Grenzkriegs, kam Dębowiec zu Polen. Es gehörte danach zu der autonomen Woiwodschaft Schlesien, Powiat Cieszyński. 
Unterbrochen wurde dies nur durch die Besetzung Polens durch die Wehrmacht im Zweiten Weltkrieg. Es gehörte dann zum Landkreis Teschen im Regierungsbezirk Kattowitz in der Provinz Schlesien (seit 1941 Provinz Oberschlesien). 
Die polnischen Fallschirmjäger Cichociemni hatten dort in der Nacht vom 15. auf den 16. Februar 1941, bedingt durch einen Navigationsfehler und Treibstoffmangel ihren ersten Einsatz. Daran erinnert ein 1991 enthülltes Denkmal im Stadtzentrum.
Im Januar 1945 evakuierten deutsche Truppen auf dem Rückzug Häftlinge aus dem KZ-Außenlager Golleschau des KZ Auschwitz; 19 von ihnen starben auf dem Todesmarsch. An sie erinnert ein 1949 in Dębowiec enthülltes Denkmal in der Nähe des Waldes Dólka. 
Nach dem Zweiten Weltkrieg wurde die Erdgasförderung wieder aufgenommen. Es wird heute noch abgebaut, ebenso wie Jod-Brom-Sole. Von 1975 bis 1998 gehörte Dębowiec zur Woiwodschaft Bielsko-Biała.

### Einwohnerentwicklung
| Jahr       | 1880 | 1890 | 1900 | 1910 | 1921 |
| ---------- | ---- | ---- | ---- | ---- | ---- |
| Einwohnern | 992  | 966  | 964  | 984  | 1007 |

1. ↑  Darunter: 979 (99 %) polnischsprachige, 1 (0,1 %) tschechischsprachige, 9 (0,9 %) deutschsprachige;
2. ↑  Darunter: 951 (99,1 %) polnischsprachige, 9 (0,9 %) deutschsprachige;
3. ↑  Darunter: 944 (99 %) polnischsprachige, 7 (0,7 %) tschechischsprachige, 3 (0,3 %) deutschsprachige; 529 (54,9 %) römisch-katholisch, 427 (44,3 %) evangelisch, 8 (0,8 %) israelitisch;
4. ↑  Darunter: 968 (99,1 %) polnischsprachige, 8 (0,8 %) deutschsprachige, 1 (0,1 %) tschechischsprachige; 560 (56,9 %) römisch-katholisch, 417 (42,4 %) evangelisch, 7 (0,7 %) israelitisch;
5. ↑  Darunter: 1004 (99,7 %) polnischer Nationalität, 3 (0,3 %) deutscher Nationalität; 619 (61,5 %) römisch-katholisch, 388 (38,5 %) evangelisch;

## Gemeinde

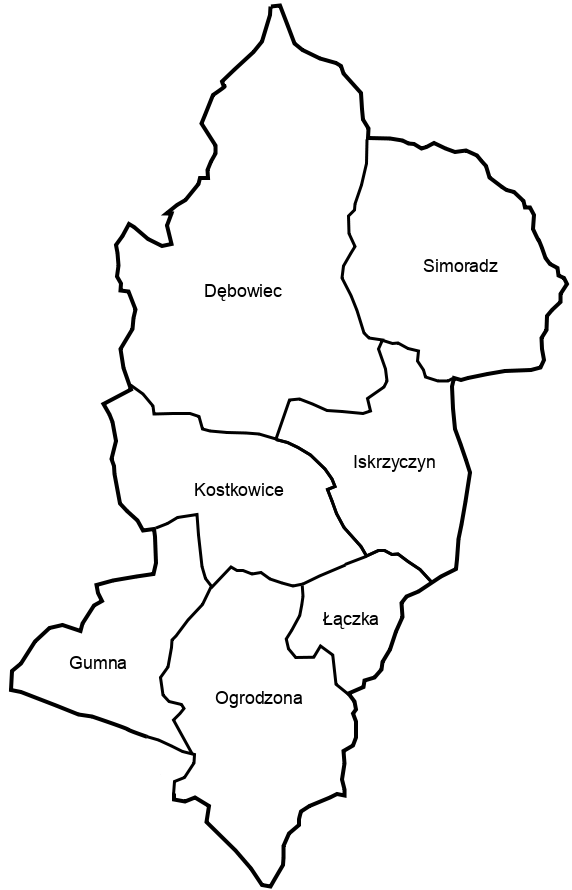
Karte der Gemeinde

Zur Landgemeinde (gmina wiejska) Dębowiec gehören das Dorf selbst und sechs weitere Dörfer mit Schulzenämtern (sołectwa).

## Religion
Die römisch-katholische Pfarrei gehört zum Bistum Bielsko-Żywiec, Dekanat Skoczów. Die evangelische Filialgemeinde gehört zur Pfarrei Skoczów, Diözese Cieszyn.

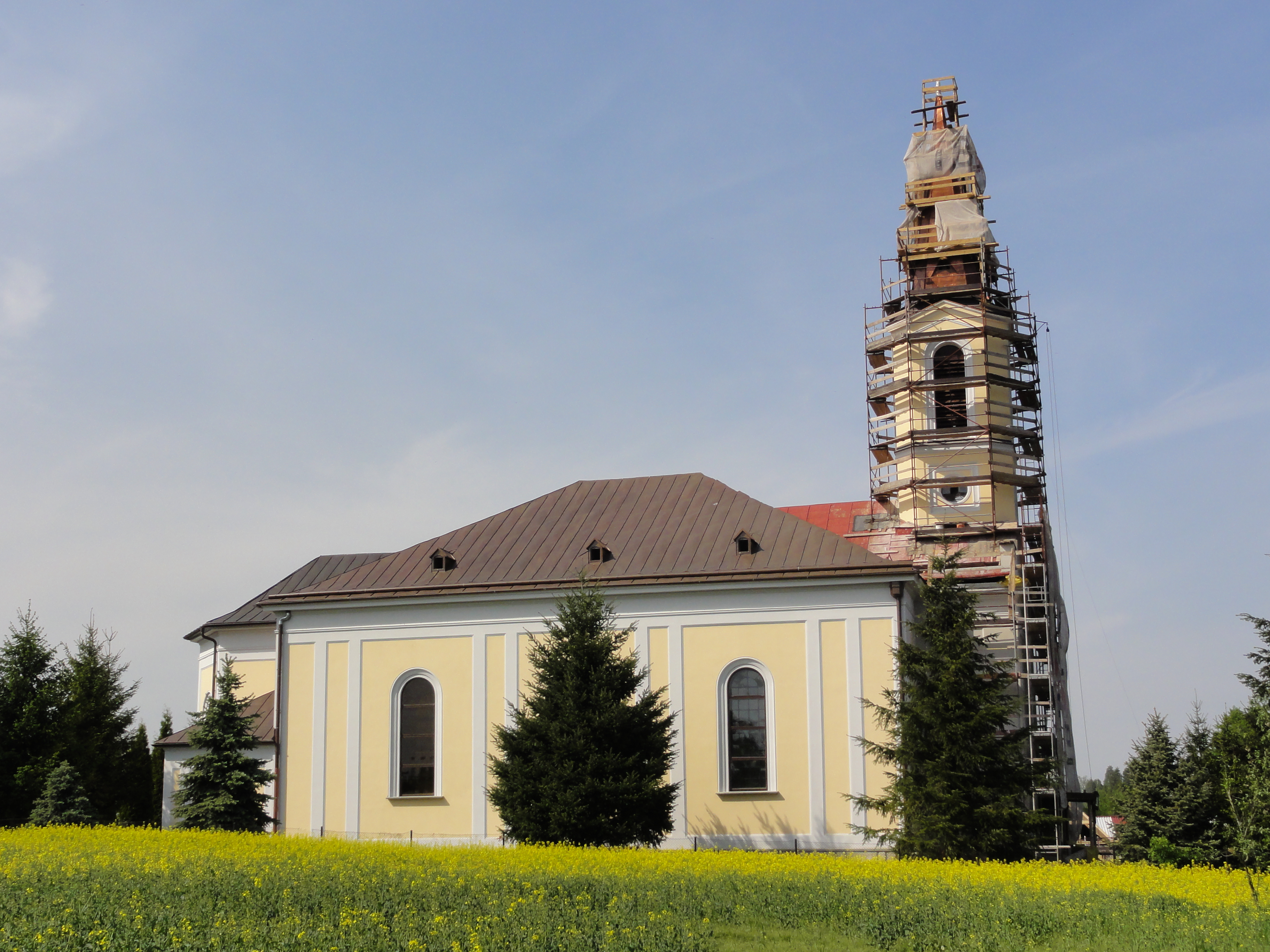
Katholische Kirche
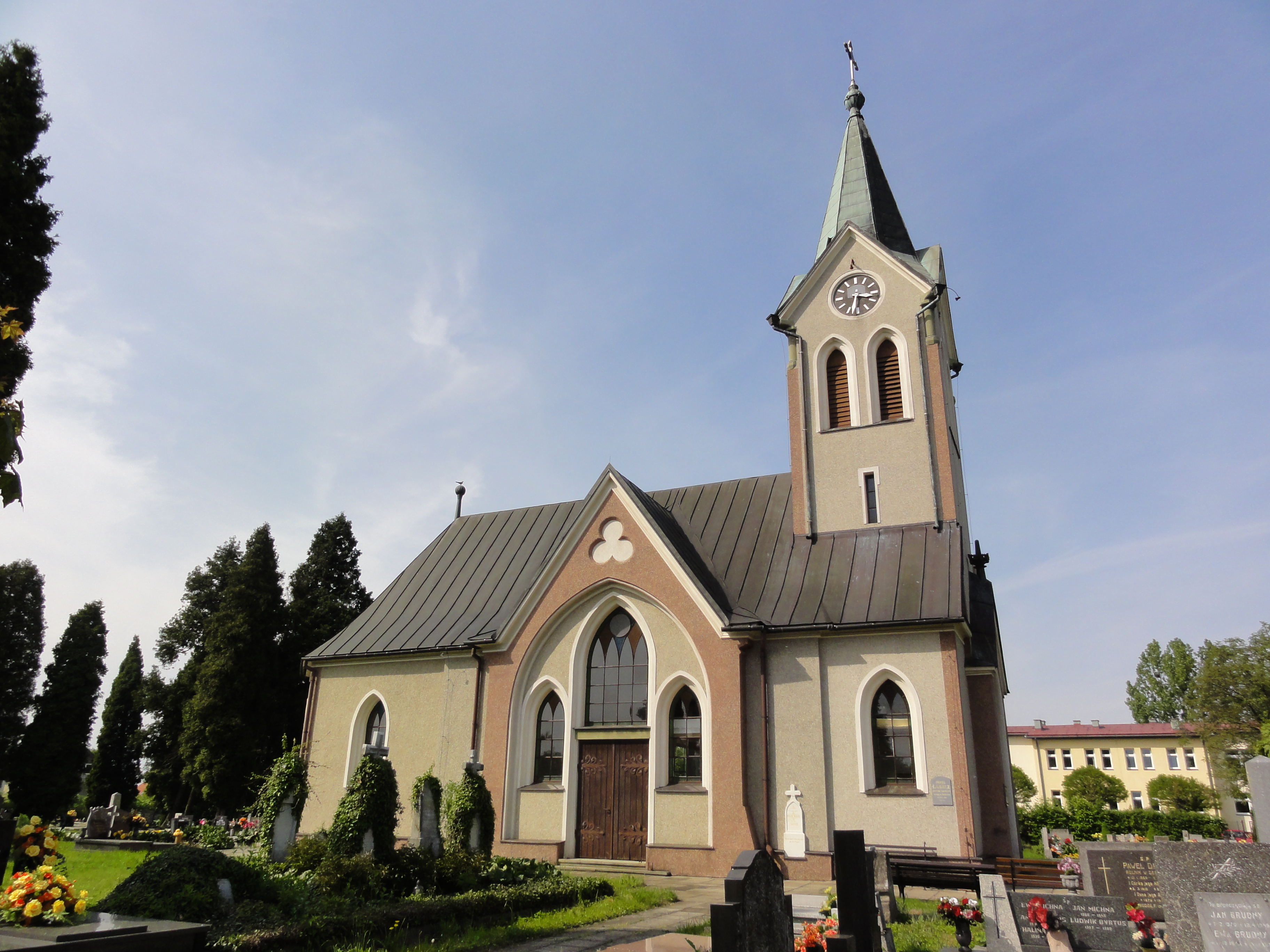
Evangelische Filialkirche

## Sehenswürdigkeiten
- der Getreidespeicher im 18. Jahrhundert im Gutshof Polskie gebaut ist in der ul. Szkolna Nr. 41. Bis 1910 wurde er als Wasserturm genutzt, dann als Speicher, seit der Renovierung 2002 als Wohn- und Bürogebäude.[20]

- Der Kuhstall in der ul. Rolicza Nr. 19 wurde in der 2. Hälfte des 19. Jahrhunderts für den ehemaligen Gutshof Górskie errichtet und 2000 umgebaut.[21]

- Das 2014 geöffnete Gradierwerk. Die Solevorkommen, sind über 500 m unter der Erde. Die wirtschaftliche  Nutzung reicht bis in die 1950er Jahre mit der Gründung des Salzbergwerks und der Saline zurück. Die Sole aus Dębowiec weist eine der höchsten Konzentrationen an Mineralien wie Jod, Brom, Kalzium, Silizium und Selen weltweit auf und wird durch die Verordnung des Ministerrats vom Februar 2006 als Heilwasser eingestuft.

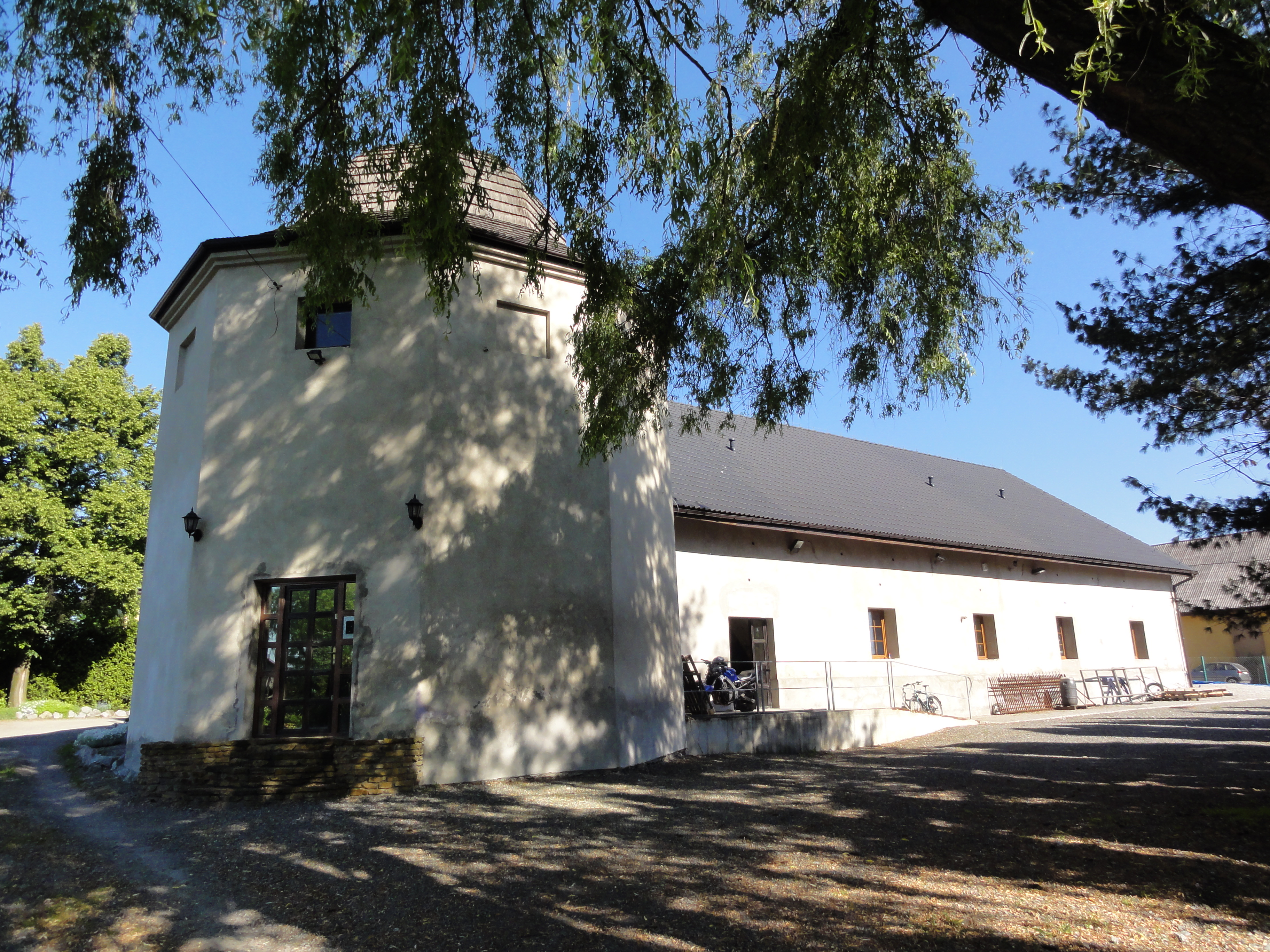
Der Getreidespeicher
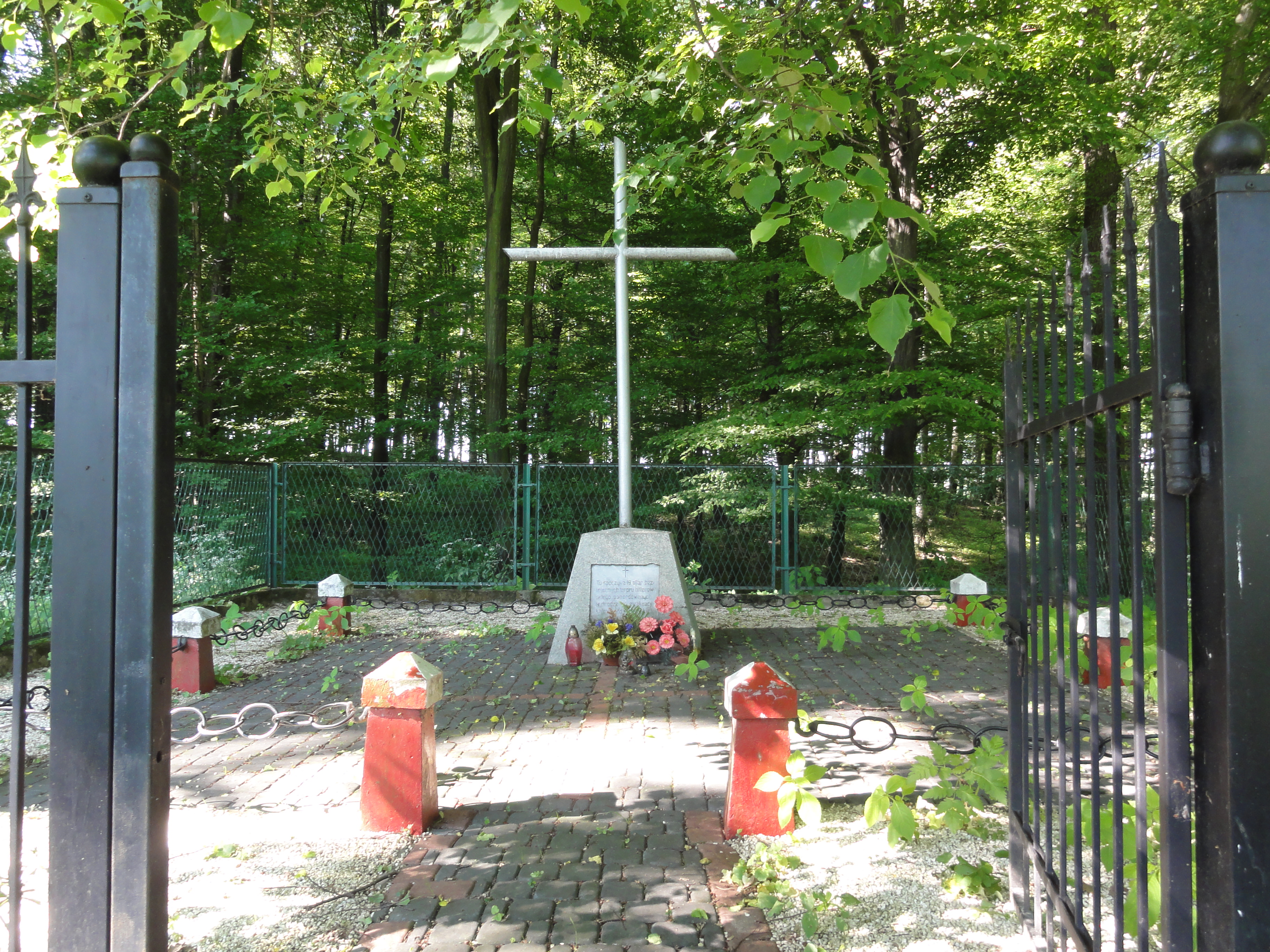
Denkmal für die ermordeten KZ-Häftlinge
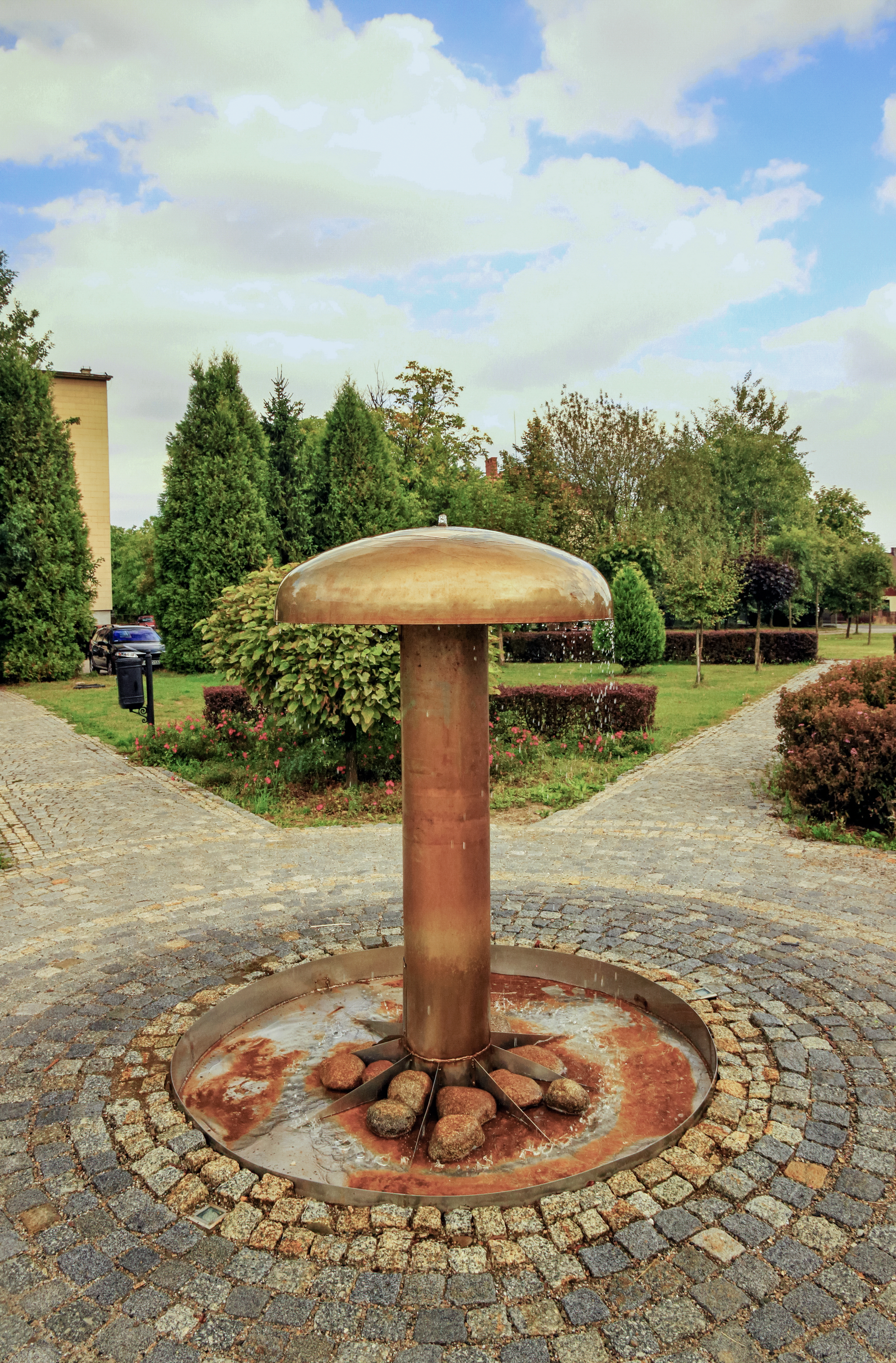
Kleines Sole-Gradierwerk
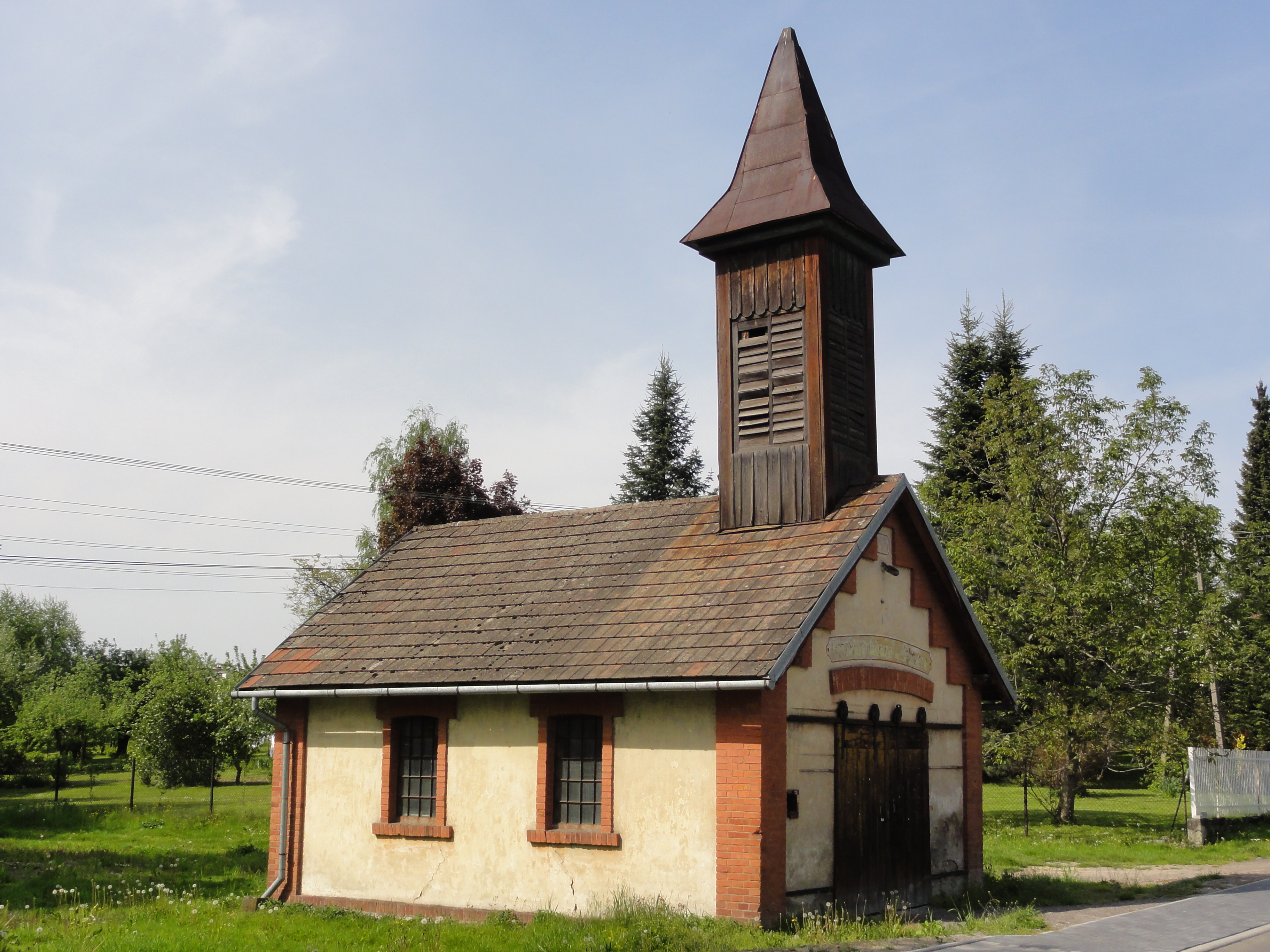
Altes Feuerwehrhaus